# Ле-Пера
Ле-Пера́ (фр. Le Peyrat) — коммуна во Франции, находится в регионе Юг — Пиренеи. Департамент коммуны — Арьеж. Входит в состав кантона Мирпуа. Округ коммуны — Сен-Жирон.
Код INSEE коммуны — 09229.

## Население
Население коммуны на 2008 год составляло 476 человек.
| 1962 | 1968 | 1975 | 1982 | 1990 | 1999 | 2008 |
| ---- | ---- | ---- | ---- | ---- | ---- | ---- |
| 356  | 373  | 353  | 410  | 401  | 456  | 476  |

## Экономика
В 2007 году среди 290 человек в трудоспособном возрасте (15—64 лет) 202 были экономически активными, 88 — неактивными (показатель активности — 69,7 %, в 1999 году было 69,7 %). Из 202 активных работали 176 человек (98 мужчин и 78 женщин), безработных было 26 (14 мужчин и 12 женщин). Среди 88 неактивных 15 человек были учениками или студентами, 41 — пенсионером, 32 были неактивными по другим причинам.